# Josef Sterff
Josef Sterff (Seeshaupt, 2 gennaio 1935 – Ohlstadt, 7 settembre 2015) è stato un bobbista tedesco.

## Biografia
Viene ricordato come vincitore di una medaglia d'argento nella sua disciplina, ottenuta ai campionati mondiali del 1958 (edizione tenutasi a Garmisch-Partenkirchen, Germania) insieme ai suoi connazionali Franz Schelle, Eduard Kaltenberger e Otto Göbl
Nell'edizione l'oro andò all'altra nazionale tedesca. L'anno successivo sempre nel bob a quattro vinse una medaglia di bronzo. Ai mondiali del 1962 vinse una medaglia d'oro nella stessa disciplina.